# Гизи, Джон Ульрих

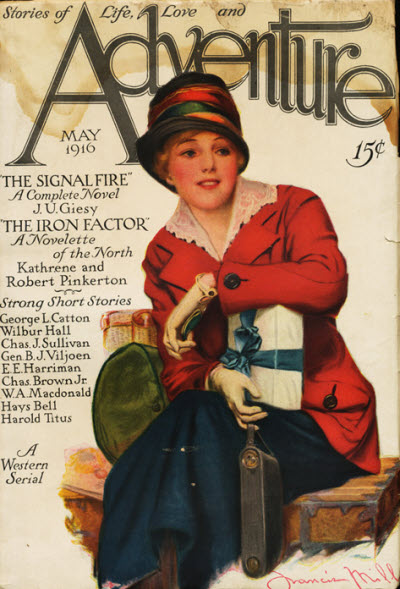
«Сигнальный огонь» Гизи анонсирован на обложке номера журнала Adventure за май 1916 года

Джон Ульрих Гизи, также Гиси, псевдонимы Чарльз Дастин, Джей Ульрих (англ. John Ulrich Giesy; 6 августа 1877 года недалеко от Чилликоте, штат Огайо, США — 8 сентября 1947 года, Солт-Лейк-Сити, штат Юта, США) — американский писатель-фантаст, врач по профессии. Был одним из первых авторов, пишущих в поджанре «меч и планета», в котором создал сериал о Джейсоне Крофте. В соавторстве с Джуниусом Смитом писал рассказы.

## Биография
Родился в Огайо. В возрасте 14 лет переехал в Юту. В 21 год окончил медицинскую школу Университета штата Огайо. После интернатуры в больнице святого Марка в Солт-Лейк-Сити открыл в городе врачебную практику. Был известен как хирург и физиотерапевт.
Во время Первой мировой войны был призван в Армейский медицинский корпус в звании капитана. Окончил войну майором, после чего был в резерве до 1941 года, после чего ушёл в отставку в звании полковника. Публиковался в медицинских журналах.

### Писательская карьера
Американский коллекционер фантастики Роберт Вайнберг охарактеризовал сериал о Джейсоне Крофте как одну из самых популярных научно-фантастических трилогий, опубликованных в журнале Argosy в первой четверти XX века. Гизи писал для pulp-журналов, таких как Adventure и Weird Tales. В 1915 году Гизи опубликовал роман года All For His Country, где описал вторжение японских войск в США. Из-за того, что в романе показаны японцы, живущие в Калифорнии и помогающие вторжению, критики использовали его как пример японофобии, что в конечном итоге привело к интернированию американских японцев после нападения на Перл-Харбор. Гизи жил в Солт-Лейк-Сити, где встретил Юниуса Смита, с которым в соавторстве написал большое количество историй, в том числе с участием оккультного детектива Семи Дуаля.

### Сериал о Джейсоне Крофте (Трилогия «Палос»)
1. «Палос из своры Собачьей звезды» (англ. Palos of the Dog Star Pack, All-Story Magazine, июль—август 1918)
2. «Глашатай Зиту» (англ. The Mouthpiece of Zitu, All-Story Weekly, июль—август 1919)
3. «Язон, сын Язона» (англ. Jason, Son of Jason, Argosy All-Story Weekly, апрель—май 1921)

### Семи Дуаль
(в соавторстве с Юниусом Смитом)
- The Occult Detector (The Cavalier, февраль—март 1912)
- House of Invisible Bondage (All-Story Weekly, 1926)
- Black and White (1920)
- The Black Butterfly (1918)
- Box 991 (1916)
- The Curse of Quetzal (1914)
- The Compass in the Sky (People’s Magazine, май 1917)
- The Ghost of a Name (The Cavalier, 20 декабря 1913)
- The Green Goddess (Argosy, 31 января — 21 февраля 1931)
- The House of the Ego (The Cavalier , 20 сентября—4 октября 1913)
- House of the Hundred Lights (All-Story Weekly, 22—29 мая 1920)
- The Ivory Pipe (All-Story Weekly, 20 сентября — 4 октября 1919)
- The Killer (All-Story Weekly, 7—14 апреля 1917)
- The Ledger of Life (1934)
- The Master Mind (The Cavalier, 25 января 1913)
- The Opposing Venus (1923)
- Poor Little Pigeon (1924)
- The Purple Light (The Cavalier, 5—19 октября 1912)
- Rubies of Doom (The Cavalier, 5—12 июля 1913)
- The Significance of the High «D» (The Cavalier, 9—23 марта 1912)
- Snared (All-Story Weekly, 18—25 декабря 1915)
- Solomon’s Decision (1917)
- The Stars Were Looking (Top-Notch, 1 июля 1918)
- Stars of Evil (1919)
- The Storehouse of Past Events (People’s Favorite Magazine, 10 февраля 1918)
- The Unknown Quantity (All-Story Weekly, 25 августа — 8 сентября 1917)
- The Web of Circumstance (All Around Magazine, ноябрь 1916)
- The Web of Destiny (1915)
- The Wistaria Scarf (The Cavalier 1—15 июня 1912)
- The Wolf of Erlik (1921)
- The Woolly Dog (Argosy All-Story Weekly, 23 марта 1929)

### Профессор Запт
- Indegestible Dog Biscuits (1915)
- Blind Man’s Buff (1920)
- Zapt’s Repulsive Paste (1919)
- The Wicked Flea (1925)

### Другие произведения
- All for His Country (1915)
- «В 2112 году» (англ. In 2112, The Cavalier, 10 августа 1912)[13]